# 野沢式X-1
野沢式X-1（のざわしきX-1）は、日本の野沢航空研究所が設計し、野沢工作所が製作した軽飛行機。「野沢式X-1」の他、単に「X-1」とも呼ばれる。

## 概要
1940年（昭和15年）10月、野沢組の子会社である野沢航空研究所は、土橋三郎技師を主務者として、練習機とスポーツ機を兼ねる野沢式X-1の設計に着手した。機体の製作は同じく野沢組の子会社である野沢工作所が担当し、1941年（昭和16年）11月に試作機1機を完成させた。試作機には登録記号「J-BBGD」が与えられ、1941年12月7日の太平洋戦争勃発の直後に、古河地方航空機乗員養成所にて試験飛行を実施。その後は古河地方乗員養成所にて航空局によって使用され、練習機やグライダーの曳航機の任をこなしている。日本の戦時体制への突入に加え、設計にも問題点が存在したため量産化は見送られた。
機体は、開発当時の最高水準の性能を目指し、最新技術が投入された複座単発の低翼機であり、胴体は木製で半モノコック構造を採用。主翼は片持式の逆ガル翼で、当時としては先進的なフラップも備える。主翼の骨組は木製で、合板張りと羽布張りが併用されている。エンジンはポブジョイ「R」を搭載しているが、このエンジン選択が機体に問題を生じさせており、生産性の悪さと併せて量産中止の原因となった。降着装置は覆いを備えた固定脚。

## 諸元
出典：『日本航空機総集 九州・日立・昭和・日飛・諸社篇』 182頁、『日本ヒコーキ大図鑑 下』 168頁。
- 全長：7.14 m
- 全幅：10.60 m
- 全高：2.12 m[2]あるいは2.16 m[6]
- 主翼面積：15.0 m2
- 自重：412 kg
- 全備重量：632 kg[6]あるいは850 kg[2]
- エンジン：ポブジョイ R 空冷星型7気筒（75 hp） × 1
- 最大速度：185 km/h
- 巡航速度：167 km/h
- 航続距離：700 km
- 翼面荷重：42.1 kg/m2
- 乗員：2名